# Alhaji Gero
Salisu Abdullahi "Alhaji" Gero, född 10 oktober 1993 i Kano, är en nigeriansk fotbollsspelare (anfallare).

## Klubbkarriär
Gero värvades av Öster under säsongen 2013. Han skrev då på ett 3,5 årskontrakt med föreningen. Han beskrivs av Östers sportchef som en snabb och målfarlig spelare.
I januari 2016 värvades Gero av Östersunds FK. I augusti 2018 skrev han på för den iranska toppklubben Esteghlal. I februari 2019 återvände Gero till Östersunds FK, där han skrev på ett korttidskontrakt.
Den 9 juli 2019 skrev han på ett kontrakt som sträckte sig över säsongen 2021 med Helsingborgs IF. Efter säsongen 2021 lämnade han klubben.

## Landslagskarriär
Gero har spelat landskamper för Nigerias U20-landslag. Han gjorde bland annat två mål i sin landslagsdebut.